# Lauri Porra
Lauri Porra (ur. 13 grudnia 1977 w Helsinkach) – fiński muzyk, kompozytor i wokalista, basista. Prawnuk kompozytora Jeana Sibeliusa.
Studiował fortepian, trąbkę i śpiew klasyczny w Konserwatorium Popu i Jazzu w Helsinkach. W 2001 roku otrzymał nagrodę dla młodych talentów szkoły Nokia. W listopadzie 2005 roku Lauri Porra dołączył do power metalowego zespołu Stratovarius. W październiku tego samego roku wydał solowy album pt. Lauri Porra.
Porra współpracował ponadto z takimi zespołami i wykonawcami jak: Warmen, Sinergy, Kalle Ahola, Almah, Ben Granfelt Band, Kotipelto czy Emma Salokoski Trio.
Muzyk jest endorserem instrumentów firmy ESP.

## Wybrana dyskografia
- Lauri Porra – Lauri Porra (2005, Texicalli Records)[10]
- Emma Salokoski Ensemble – Kaksi Mannerta (2006, Texicalli Records)[11]
- Lauri Porra – All Children Have Super Powers (2007, Texicalli Records)[12]
- Apocalyptica – 7th Symphony (2007, Mercury Records)[13]
- Emma Salokoski Ensemble – Veden Alla (2008, Texicalli Records)[14]
- Stratovarius – Polaris (2009, Ear Music)[15]
- Kalle Ahola – Pääkallolipun Alla (2011, Parlophone)[16]
- Crazy World – The Return Of The Clown (2012, Presence Records)[17]
- Emma Salokoski Ensemble – Valoa Pimeään (2012, WEA)[18]
- Molly – Stardust (2014, Universal Music)[19]